# Куань Такхин
Куань Такхин или Гуа́нь Дэси́н (соотв. кантонское и севернокитайское произношения имени; иер. трад. 關德興, упр. 关德兴, ютпхин: Gwaan1 Dak1-hing1, пиньинь: Guān Déxīng; 27 июня 1905 — 28 июня 1996) — китайский и гонконгский актёр кантонской оперы, кинематографа и телевидения, известный как классический исполнитель роли китайского народного героя Хуан Фэйхуна в более чем 80 кинофильмах; кинорежиссёр, сценарист, мастер боевых искусств, общественный деятель, филантроп.

## Биография и карьера
Куань Такхин родился в 1905 году в Гуанчжоу («Кантоне»), вторым ребёнком в бедной семье выходцев из Кайпина. Ранняя смерть отца заставила его с детства работать, помогая семье: с пятилетнего возраста он работал пастухом, с 12-летнего — на стройке.
Уехав в 13 лет на заработки в Сингапур, Такхин работал официантом в ресторане, параллельно осваивая исполнительское искусство кантонской оперы. С 16-летнего возраста он в составе гуанчжоуской передвижной труппы («Красная джонка») участвовал в представлениях в провинциальных селениях. Позже молодой актёр стал осваивать сценическое искусство более профессионально; наставником сценического мастерства для молодого актёра стал знаменитый тогда актёр Чин Юньпхан.
Кинодебют Куань Такхина, к тому моменту уже достаточно известного театрального актёра, состоялся в Сан-Франциско (США) на киностудии Grandview Studios, основанной китайскими переселенцами. Первый фильм с его участием и одновременно первый фильм студии The Singing Lovers / Romance of the Songsters (歌侶情潮) был снят в 1932 или 1933 году и стал вторым в мире звуковым фильмом на кантонском диалекте. Первые главные роли пришли к молодому актёру двумя годами позже в фильмах той же студии Song of the Yesterday / Yesterday’s Song и Song of Sadness (оба вышли в 1935 году), а ещё год спустя вышел в прокат первый фильм боевых искусств с его участием — Knight of the Whip (1936).
Во время второй Японо-Китайской и Второй Мировой войн Куань Такхин активно выступал с передвижной труппой, организующей постановки на патриотические темы, и агитировал зрителей на финансовую помощь силам китайской национально-освободительной борьбы, в результате чего получил прозвище «артист-патриот», а японское оккупационное правительство объявило цену за его голову.

### Хуанфэйхуновская серия
Владея навыками, сходными с Хуан Фэйхуном — боевыми искусствами (Куань Такхин практиковал кунфу стиля журавля, а также владел техниками использования шеста и кнута), исполнением «танца льва» и «танца дракона», знанием традиционной китайской медицины, каллиграфией и т. д. — актёр хорошо вписался в главную роль в начатой в середине века режиссёром У Паном на кинокомпании Yong Yao Film Company серии фильмов о народном герое.
Первым из этих фильмов была лента «История Хуан Фэйхуна. Часть 1», где также снялись Шек Кинь в роли главного злодея (впоследствии игравший аналогичные роли и в других фильмах серии) и Ли Лань — первая обладательница титула «Мисс Гонконг» (в 1946 году; современную историю конкурса чаще отсчитывают от 1973, когда он стал телевизионным; Ли Лань — также первая из ряда обладательниц титула, сделавших успешную экранную карьеру). Успех фильма вылился в десятки сиквелов (только за 1956 год было снято 25 фильмов о Хуан Фэйхуне), выработавших также ряд идей и приёмов, использовавшихся и в более поздних кунфу-боевиках.
В фильмах Куанем активно использовалась помощь двух учеников Лам Сайвина (непосредственного ученика исторического Хуан Фэйхуна), одним из которых был Лён Винхан, исполнявший обязанности постановщика боя в ряде фильмов серии и некоторых других фильмах Куань Такхина, включая «Смертельные копья Пяти Тигров» (1951). Позднее Куань работал с Лау Чамом, отцом кинематографистов Лау Карлёна (он же Лю Цзялян) и Лау Карвина.
В 1955 году Куаня избирают председателем Китайской артистической ассоциации Гонконга.
Куань Такхин частично уходит на покой из кино после 1970 года, когда оканчивается его знаменитая серия фильмов, однако продолжает заниматься боевыми искусствами и медициной, открыв в этот период школу кунфу и ряд центров и аптек травной медицины, продаваемый в которых лекарственный суп, обезболивающий пластырь и мазь от ушибов были достаточно хорошо известны в Гонконге. Основанная Куанем ещё в 1953 году небольшая компания Kwan Tak Hing Chinese Drugs Manufacturing Company существует до сих пор, а массажно-обезболивающее масло по его рецепту по сей день остаётся популярным в ряде мест Юго-Восточной Азии. Как известный кинематографист и общественный деятель Куань в те годы и позже участвует в ведении кинофестивалей и социальной рекламе
В 1974 году киностудия Golden Harvest «оживила» фирменную роль Куань Такхина в «Небесном ястребе», где в паре с ветераном играл молодой Саммо Хун и за которым позднее последовали «Великолепный мясник» (1979), «Великолепный удар ногой» (1980) и «Дредноут» (1981). В 1976 телекомпания TVB также запускает 13-серийный телесериал с ним в той же роли. В большинстве из этих поздних фильмов и телесериале актёру было уже за 70, и в части наиболее активных сцен его подменял дублер, однако и сам Куань продолжал демонстрировать завидную спортивную форму.
В 1984 году британская корона делает актёра членом Орденом Британской империи (MBE) за вклад в киноиндустрию и благотворительность.
В последнее десятилетие жизни Куань появлялся в небольших ролях в нескольких фильмах, включая «Сумасшедшую миссию 4» и «Семья наносит ответный удар» (1986). Последний его выход на экран состоялся в 89-летнем возрасте в 1994 году в комедии «Дом — полная чаша» в роли «дедушки семейства», также в нужный момент показывающего владение стилем журавля и китайской каллиграфией. Его кинематографическая карьера продолжалась более 60 лет.
Куань Такхин умер в 1996 году от рака поджелудочной железы. Считается похороненным в гонконгском районе Коулун, однако, по утверждению кинематографиста и эксперта по восточноазиатскому кино Бэя Логана в аудиокомментарии к фильму «Великолепный мясник», к настоящему времени там осталось только надгробие, а прах актёра перезахоронен в Сан-Франциско вместе с его второй женой.

### Влияние на культуру
По настоящее время, для китайской аудитории Куань Такхин, или неформально-уважительно «Мастер Куань», остаётся почитаемой личностью, воплощающей конфуцианские достоинства. Серия фильмов с его участием была важным фактором гонконгской (особенно кантонскоязычной) массовой культуры 1950—1970-х годов, а сам он считается одним из родоначальников жанра «кунфу-фильма», послужившим образцом для подражания многим актёрам жанра следующих поколений, включая Брюса Ли.
Куань стал настолько тождественен для зрителей с образом зрелого Хуан Фэйхуна, что другие кинематографисты ограничивали себя изображением его в молодости или детстве (как Юнь Вопхин, снявший в этих образах соответственно Джеки Чана в «Пьяном мастере» и юную Энджи Чан в «Железной обезьяне»). Когда Джет Ли воплотил образ Хуан Фэйхуна в серии фильмов «Однажды в Китае», многие среди китайской аудитории воспринимали его слишком молодым для роли.
Количество исполнений роли Хуан Фэйхуна Куань Такхином многими, включая веб-сайты правительства Гонконга, считается мировым рекордом воплощений персонажа одним и тем же исполнителем, хотя в базе Книги рекордов Гиннесса соответствующая запись найдена не была.

## Фильмография в кино

### Фильмы оХуан Фэйхунеили с ним в сюжете
Часть фильмов основаны на книге «История Хуан Фэйхуна» (кит. трад. 黃飛鴻別傳) Чжу Юйчжая, одного из учеников его собственного ученика Лам Сайвина. Ряд учеников второго и третьего поколения школы Хуан Фэйхуна также помогали в постановке боёв ранних фильмов и/или снимались в них в небольших ролях.
Варианты написания имени Huang Feihong / Wong Fei-hung в английских названиях взаимозаменяемы (путунхуа и кантонский варианты произношения), в транскрипциях почти везде использован кантонский вариант (в соответствии с оригинальным языком фильмов), однако в русских названиях фильмов, равно как и в именах ряда исторических персонажей вне хуанфэйхуновского цикла, использованы академически принятые варианты на путунхуа.
Во всех фильмах, указанных в этом подразделе, Куань Такхин играл роль врача и филантропа, мастера боевых искусств и ритуального танца Хуан Фэйхуна.
| Год  | Китайское название                  | Транскрипция                                                         | Английское название (+ доп. участие в фильме)                                                            | Русское название                                                            |
| ---- | ----------------------------------- | -------------------------------------------------------------------- | --- | --------------------------------------------------------------------------- |
| 1949 | 黃飛鴻傳 上集 / 黃飛鴻鞭風滅燭      | Wong Feihung cyun soeng zaap / Wong Feihung bin fung mit zuk         | The True Story of Huang Feihong. Volume 1: Whip Extinguishes the Candles                                 | История Хуан Фэйхуна. Часть 1: Хуан Фэйхун гасит свечи взмахом кнута        |
| 1949 | 黃飛鴻火燒霸王莊                    | Wong Feihung fo siu baa wong zong                                    | Story of Huang Feihong (Part 2) / Wong Fei-Hung Burn the Tyrants’s Lair                                  | Хуан Фэйхун сжигает логово тирана                                           |
| 1950 | 黃飛鴻傳第三集: 血戰流花橋          | Wong Feihung cyun dai saam zaap: hyut zin Lau Faa kiu                | The Story of Wong Fei-Hung, Part 3: The Battle by Lau Fa Bridge                                          | История Хуан Фэйхуна. Часть 3: Кровавая схватка у моста Лау-фа              |
| 1950 | 黃飛鴻傳第四集: 梁寬歸天            | Wong Feihung cyun dai si zaap: Loeng Fun gwai tin                    | The Story of Huang Feihong Part 4: The Death of Leung Foon                                               | История Хуан Фэйхуна. Часть 4: Смерть Лён Фуна                              |
| 1951 | 黃飛鴻傳(大結局)                    | Wong Feihung cyun daai git guk                                       | The story of Wong Fei-hung, grand conclusion                                                             | История Хуан Фэйхуна: Завершение                                            |
| 1953 | 黃飛鴻一棍伏三霸                    | Wong Feihung jat gwan fuk saam baa                                   | How Huang Feihong Defeated 3 Bullies with a Single Rod                                                   | Хуан Фэйхун побивает троих одной палкой                                     |
| 1954 | 黃飛鴻初試無影腳                    | Wong Feihung co si mou jing goek                                     | Huang Feihong Tries His Shadowless Kick                                                                  | Хуан Фэйхун испытывает «удар без тени»                                      |
| 1954 | 黃飛鴻與林世榮                      | Wong Feihung jyu Lam Saiwing                                         | The Story of Wong Fei-Hung and Lam Sai-Wing                                                              | Хуан Фэйхун и Лам Сайвин                                                    |
| 1955 | 黃飛鴻正傳                          | Wong Feihung zing cyun                                               | The True Story of Huang Feihong                                                                          | Подлинная история Хуан Фэйхуна                                              |
| 1955 | 續黃飛鴻傳                          | Zuk Wong Feihung cyun                                                | The Story of Huang Feihong (2nd Sequel)                                                                  | Продолжение истории Хуан Фэйхуна                                            |
| 1955 | 黃飛鴻花地搶炮                      | Wong Feihung faa dei coeng baau                                      | Huang Feihong’s Rival for the Fireworks                                                                  |                                                                             |
| 1955 | 黃飛鴻威震四牌樓                    | Wong Feihung wai zan Si Paai Lau                                     | Huang Feihong’s Victory at Fourth Gate                                                                   | Хуан Фэйхун сотрясает Четверо Ворот                                         |
| 1955 | 黃飛鴻長堤殲霸                      | Wong Feihung coeng tai cim baa                                       | How Wong Fei-Hung Vanquished the Bully at a Long Dike                                                    |                                                                             |
| 1956 | 黃飛鴻擂台比武                      | Wong Feihung leoi toi bei mou                                        | Huang Feihong at a Boxing Match                                                                          |                                                                             |
| 1956 | 黃飛鴻大鬧佛山                      | Wong Feihung daai naau Fatsaan                                       | Huang Feihong’s Fight in Foshan / Cricket Fight                                                          | Хуан Фэйхун и схватка в Фошане                                              |
| 1956 | 黃飛鴻火燒大沙頭                    | Wong Feihung fo siu Daaisaatau                                       | How Huang Feihong Set Fire to Dashatou                                                                   |                                                                             |
| 1956 | 黃飛鴻花艇風雲                      | Wong Feihung faa ting fung wan                                       | Huang Feihong and the Courtesan’s Boat Argument                                                          |                                                                             |
| 1956 | 黃飛鴻大戰雙門底                    | Wong Feihung daai zin Soeng Mun Dai                                  | Huang Feihong’s Battle at Shuangmendi / Haunted Chamber                                                  | Хуан Фэйхун и схватка в квартале Сёнмуньтай                                 |
| 1956 | 黃飛鴻大鬧花燈                      | Wong Feihung daai naau faa dang                                      | Huang Feihong and the Lantern Festival Disturbance                                                       | Хуан Фэйхун и заварушка на празднике фонарей                                |
| 1956 | 黃飛鴻七獅會金龍                    | Wong Feihung cat si wui gam lung                                     | How Wong Fei-Hung Pitted Seven Lions against the Gold Dragon                                             | Хуан Фэйхун: Семь львов против золотого дракона                             |
| 1956 | 黃飛鴻獨臂鬥五龍                    | Wong Feihung duk bei dau ng lung                                     | How Wong Fei-Hung fought Five Dragons single-handedly                                                    | Хуан Фэйхун побивает Пятерых Драконов одной рукой                           |
| 1956 | 黃飛鴻三戲女鏢師                    | Wong Feihung saam hei neoi biu si                                    | How Wong Fei-Hung thrice tricked the lady security escort                                                | Хуан Фэйхун трижды подшучивает над девушкой-стражем                         |
| 1956 | 黃飛鴻義救龍母廟                    | Wong Feihung ji gau Lung Mou miu                                     | How Huang Feihong Saved the Dragon’s Mother’s Temple                                                     | Хуан Фэйхун спасает храм Лунму                                              |
| 1956 | 黃飛鴻七鬥火麒麟                    | Wong Feihung cat dau fo keileon                                      | Wong Fei-hung’s seven battles with fiery unicorn                                                         | Семь поединков Хуан Фэйхуна с огненным цилинем                              |
| 1956 | 黃飛鴻怒吞十二獅                    | Wong Feihung nou tan sapji si                                        | How Wong Fei-Hung vanquished the Twelve Lions                                                            | Хуан Фэйхун покоряет двенадцать львов                                       |
| 1956 | 黃飛鴻伏二虎                        | Wong Feihung buk ji fu                                               | How Wong Fei-hung subdued the Two Tigers / Flyingman vs Tiger                                            | Хуан Фэйхун усмиряет Двух Тигров                                            |
| 1956 | 黃飛鴻醒獅會麒麟                    | Wong Feihung sing si wui keileon                                     | How Huang Feihong pitted a Lion against the Unicorn                                                      | Хуан Фэйхун: Просыпающийся лев против цилиня                                |
| 1956 | 黃飛鴻鐵雞鬥蜈蚣                    | Wong Feihung tit gai dau ng gung                                     | Huang Feihong’s Story: Iron Cock against Centipede                                                       | Хуан Фэйхун: Железный петух против многоножки                               |
| 1956 | 黃飛鴻龍舟奪錦                      | Wong Feihung lung zau dyut gam                                       | Huang Feihong wins the dragon boat race / Dragon Boat                                                    | Хуан Фэйхун побеждает в соревновании драконьих лодок                        |
| 1956 | 黃飛鴻水底三擒蘇鼠廉                | Wong Feihung seoi dai saam kam Sou Syulim                            | How Wong Fei-Hung thrice captured So Shu-Lim in the water                                                | Хуан Фэйхун трижды ловит Соу Сюлима в воде                                  |
| 1956 | 黃飛鴻沙面伏神犬                    | Wong Feihung Saamin fuk san hyun                                     | How Huang Feihong Vanquished the Terrible Hound at Shamian                                               | Хуан Фэйхун усмиряет чудовищного пса на 'Самине                             |
| 1956 | 黃飛鴻橫掃小北江                    | Wong Feihung waang sou Siu Bakgong                                   | Wong Fei-Hung’s Victory in Xiao Beijiang / The Searchers                                                 | Победа Хуан Фэйхуна в «Маленьком Пекине»                                    |
| 1956 | 黃飛鴻紅船殲霸                      | Wong Feihung gung syun cim baa                                       | How Huang Feihong vanquished the bully at the Red Opera Float                                            | Хуан Фэйхун побеждает злодея в плавучем театре                              |
| 1956 | 黃飛鴻義救賣魚燦                    | Wong Feihung ji gau maai jyu caan                                    | Huang Feihong rescues the fishmonger                                                                     | Хуан Фэйхун спасает торговца рыбой                                          |
| 1956 | 黃飛鴻觀音山雪恨                    | Wong Feihung Gunjam saan syut han                                    | Huang Feihong’s Battle at Mountain Goddess of Mercy                                                      | Сражение Хуан Фэйхуна на Горе Гуаньинь                                      |
| 1956 | 黃飛鴻天后廟進香                    | Wong Feihung Tin Hau miu zeon hoeng                                  | Wong Fei-Hung’s Pilgrimage to Goddess of the Sea Temple / Duel in the Temple                             | Паломничество Хуан Фэйхуна в храм Тинь-хау                                  |
| 1956 | 黃飛鴻官山大賀壽 / 黃飛鴻醒獅會金龍 | Wong Feihung Gunsaan daai ho sau / Wong Feihung sing si kui gam lung | Huang Feihong Goes to a Birthday Party at Guanshan / Wong Fei-Hung’s Lion Dance Versus the Golden Dragon | Хуан Фэйхун и юбилей в Гуаньшане / Лев Хуан Фэйхуна против золотого дракона |
| 1956 | 黃飛鴻古寺救情僧                    | Wong Feihung gu zi gau cing sang                                     | How Huang Feihong saved the lovelorn monk from the ancient monastery                                     | Хуан Фэйхун спасает монаха, потерявшего любовь                              |
| 1957 | 黃飛鴻河南浴血戰                    | Wong Feihung Honaam juk hyut zin                                     | Huang Feihong’s fight at Henan                                                                           | Хуан Фэйхун и кровопролитие в Хэнани                                        |
| 1957 | 胭脂馬三鬥黃飛鴻                    | Jin1zi Maa saam dau Wong Feihung                                     | Huang Feihong’s Three Battles with the Unruly Girl                                                       |                                                                             |
| 1957 | 黃飛鴻夜探黑龍山                    | Wong Feihung je taam Haak Lung Saan                                  | How Huang Feihong Spied on Black Dragon Hill at Night / Black Dragon Mountain                            | Вылазка Хуан Фэйхуна на Холм Чёрного Дракона                                |
| 1957 | 黃飛鴻獅王爭霸                      | Wong Feihung si wong caang baa                                       | Huang Feihong’s Battle with the Lion King / Wong Fei-Hung, King of Lion Dance                            | Хуан Фэйхун, царь Львиного танца                                            |
| 1957 | 黃飛鴻喋血馬鞍山                    | Wong Feihung dip hyut Maa On Saan                                    | Huang Feihong and the Battle of Saddle Hill                                                              | Хуан Фэйхун и схватка на Мааншань                                           |
| 1957 | 黃飛鴻大破飛刀黨                    | Wong Feihung daai po Fei Dou Dong                                    | How Huang Feihong smashed the Flying Dagger Gang                                                         | Хуан Фэйхун уничтожает банду Летающих Кинжалов                              |
| 1957 | 黃飛鴻血濺姑婆屋                    | Wong Feihung hyut zin gu po nguk                                     | How Huang Feihong fought a bloody battle in the spinster’s home                                          | Хуан Фэйхун и кровопролитие в доме старой девы                              |
| 1957 | 黃飛鴻二龍爭珠                      | Wong Feihung ji lung caang zyu                                       | Huang Feihong’s rival for a pearl                                                                        | Хуан Фэйхун: Поединок в Двумя Драконами за жемчужину                        |
| 1958 | 黃飛鴻五毒鬥雙龍                    | Wong Feihung ng duk dau soeng lung                                   | Huang Feihong’s Story: Five Devils against Two Dragons                                                   | букв. Хуан Фэйхун: Пятеро Ядовитых против Двух Драконов                     |
| 1958 | 黃飛鴻龍爭虎鬥                      | Wong Feihung lung caang fu dau                                       | Huang Feihong’s fierce battle / Against the horror                                                       | Хуан Фэйхун: Битва дракона с тигром                                         |
| 1958 | 黃飛鴻大破金鐘罩                    | Wong Feihung daai po gam zung zaau                                   | How Wong Fei-Hung subdued the Invincible Armour / How Huang Feihong Erases the Golden Bell Trap          |                                                                             |
| 1958 | 黃飛鴻西關搶新娘                    | Wong Feihung Saigwaan coeng san noeng                                | Huang Feihong seizes the bride at Xiguan                                                                 | Хуан Фэйхун похищает невесту в Сигуане                                      |
| 1958 | 黃飛鴻大鬧鳳凰崗                    | Wong Feihung daai naau Fung Wong gong                                | How Huang Feihong stormed Phoenix Hill                                                                   | Хуан Фэйхун штурмует холм Фениксов                                          |
| 1958 | 黃飛鴻擂台鬥五虎                    | Wong Feihung leoi toi dau Ng Fu                                      | Huang Feihong’s battle with the bullies in the boxing ring / Five TigersП                                | Хуан Фэйхун бьётся с Пятью Тиграми                                          |
| 1958 | 黃飛鴻大破馬家莊                    | Wong Feihung daai po Maa gaa zong                                    | Huang Feihong’s victory at Ma village                                                                    | Победа Хуан Фэйхуна в поместье Ма                                           |
| 1958 | 黃飛鴻夫妻除三害                    | Wong Feihung fu cai cyu saam hoi                                     | How Wong Fei-Hung and Wife Eradicated the Three Rascals                                                  | Хуан Фэйхун с женой истребляют троих бандитов                               |
| 1958 | 黃飛鴻鐵雞鬥神鷹                    | Wong Feihung tit gai dau san jing                                    | How Wong Fei-hung pitted an iron cock against the eagle                                                  | Хуан Фэйхун: Железный Петух против Мистического Орла                        |
| 1958 | 黃飛鴻虎穴救梁寬                    | Wong Feihung fu jyut gau Loeng Fun                                   | Wong Fei-hung saves the kidnapped Leung Foon                                                             | Хуан Фэйхун спасает из плена Лён Фуна                                       |
| 1959 | 黃飛鴻義貫彩虹橋                    | Wong Feihung ji gun coi hung kiu                                     | Huang Feihong on Rainbow Bridge                                                                          |                                                                             |
| 1959 | 黃飛鴻被困黑地獄                    | Wong Feihung bei kwan haak dei juk                                   | Huang Feihong Trapped in the Hell                                                                        |                                                                             |
| 1959 | 黃飛鴻戲棚伏虎                      | Wong Feihung fu paang buk fu                                         | How Huang Feihong Defeated the Tiger on the Opera Stage                                                  | Хуан Фэйхун побеждает в театре тигра                                        |
| 1960 | 黃飛鴻擂台爭霸戰                    | Wong Feihung leoi toi zaang baa zin                                  | Huang Feihong’s Combat in the Boxing Ring                                                                |                                                                             |
| 1960 | 猩猩王大戰黃飛鴻                    | Singsing wong daai zin Wong Feihung                                  | Huang Feihong’s Battle with the Gorilla                                                                  | Хуан Фэйхун сражается с гориллой                                            |
| 1961 | 黃飛鴻大破五虎陣                    | Wong Feihung daai po Ng Fu Zan                                       | How Huang Feihong Smashed the Five Tigers                                                                | Хуан Фэйхун побеждает банду Пяти Тигров                                     |
| 1967 | 黃飛鴻虎爪會群英                    | Wong Feihung fu zaau kui kwan jing                                   | Wong Fei-Hung against the Ruffians / Huang Feihong Meeting the Heroes with the Tiger Paw ПБС СЦ          |                                                                             |

| Год  | Китайское название   | Транскрипция                             | Английское название (+ доп. участие в фильме)                                                    | Русское название                                     |
| ---- | -------------------- | ---------------------------------------- | ------------------------------------------------------------------------------------------------ | ---------------------------------------------------- |
| 1968 | 黃飛鴻威震五羊城     | Wong Feihung wai zan ng joeng seng       | Huang Feihong: The Incredible Success in CantonПБС                                               |                                                      |
| 1968 | 黃飛鴻醒獅獨霸梅花樁 | Wong Feihung sing si duk baa Mui Faazong | Huang Feihong: The Invincible Lion Dancer / Wong Fei Hong conquers Mooi Fai Chong                | Лев Хуан Фэйхуна побеждает Муй Фачона                |
| 1968 | 黃飛鴻醉打八金剛     | Wong Feihung zeoi daa baat gam gong      | Huang Feihong: The Eight BanditsПБС                                                              | Хуан Фэйхун и восемь бандитов                        |
| 1968 | 黃飛鴻肉搏黑霸王     | Wong Feihung juk bok haak baa wong       | Huang Feihong: The Duel Against the Black RascalПБС                                              | Хуан Фэйхун                                          |
| 1968 | 黃飛鴻拳王爭霸       | Wong Feihung kyun wong caang1baa         | Huang Feihong: Duel for the Championship / Wong Fei-hung against the boxer kingПБС               |                                                      |
| 1969 | 黃飛鴻巧奪鯊魚青     | Wong Feihung haau dyut Saa Jyu Cing      | Huang Feihong: The Duel for the 'Sha-yu-qing' / Wong Fei-Hung: The Duel for the Shark Reward ПБС |                                                      |
| 1969 | 黃飛鴻神威伏三煞     | Wong Feihung san wai fuk Saam Saat       | Huang Feihong: The Conqueror of the Sam-hong Gang                                                |                                                      |
| 1969 | 黃飛鴻虎鶴鬥五狼     | Wong Feihung fu hok dau Ng Long          | Huang Feihong’s Combat with the Five Wolves ПБС                                                  | Хуан Фэйхун: Тигр и журавль побеждают Пятерых Волков |
| 1969 | 黃飛鴻浴血硫磺谷     | Wong Feihung juk hyut Lau Wong Guk       | Huang Feihong in Sulphur ValleyПБС                                                               | Хуан Фэйхун и кровопролитие в Сернистой Долине       |

| Год  | Китайское название | Транскрипция                                          | Английское название (+ доп. участие в фильме)                                    | Русское название                                                                              |
| ---- | ------------------ | ----------------------------------------------------- | -------------------------------------------------------------------------------- | --------------------------------------------------------------------------------------------- |
| 1970 | 黃飛鴻勇破烈火陣   | Wong Feihung jung po lit fo zan                       | Wong Fei Hong bravely crushes the fire formation ПБС П                           |                                                                                               |
| 1974 | 黃飛鴻少林拳       | Wong Feihung Siulam kyun / Huáng Fēihóng Shàolín quán | The Skyhawk                                                                      | Небесный ястреб (букв. «Шаолиньцюань Хуан Фэйхуна»)                                           |
| 1979 | 林世榮             | Lam Saiwing                                           | Magnificent Butcher                                                              | Великолепный мясник (букв. с кит. «Лам Сайвин» по имени главного героя, ученика Хуан Фэйхуна) |
| 1980 | 黃飛鴻與鬼腳七     | Wong Feihung jyu Gwai Goek cat                        | The Magnificent Kick / Secret Kick of Death / Wong Fei Hung and Ghost Foot Seven | Великолепный удар ногой                                                                       |
| 1981 | 勇者無懼           | Jung ze mou geoi                                      | Dreadnaught                                                                      | Дредноут (букв. с кит. «Ставший бесстрашным»)                                                 |

### Прочие фильмы
| Год  | Китайское название        | Транскрипция                                     | Английское название                            | Русское название                 | Роли           |
| ---- | ------------------------- | ------------------------------------------------ | ---------------------------------------------- | -------------------------------- | -------------- |
| 1933 | 歌侣情潮                  | Go leoi cing ciu                                 | The Singing Lovers / Romance of the Songsters  |                                  |                |
| 1935 | 殘歌                      | Caan go                                          | Song of Sadness                                |                                  | Чён Чхиу       |
| 1935 | 昨日夜歌 / 斷腸人憶斷腸洱 | Zok jat je go / Dyun coeng jan jik dyun coeng ji | Yesterday’s Song / Voice of the Broken-Hearted |                                  | Пин Хун        |
| 1936 | 神鞭俠                    | San bin haap                                     | The Knight of the Whip                         | Удивительный воин с кнутом       | Куань Ахин     |
| 1936 | 血濺二柳莊                | Hyut zin Ji Lau zong                             | Bloodshed at the Twin-Willow Manor             | Кровопролитие в поместье Двух Ив |                |
| 1937 | 摩登貂蟬                  | Modang Diu Sin / Módēng Diāochán                 | The Modern Seductress (1937)                   | Новая Дяочань                    |                |
| 1939 | 大俠甘鳳池                | Daai haap Gam Fungci                             | The Knight                                     | Великий воин Кам Фунчхи          | Кам Фунчхи     |
| 1940 | 怪俠一枝梅                | Gwaai haap jat zi mui                            | The Fantastic Knight                           |                                  | Вон Лун        |
| 1940 | 插翼虎                    | Caap jik fu                                      | The Flying Tiger                               | Летучий Тигр                     | «Летучий Тигр» |
| 1941 | 生武松                    | Sang mou cung                                    | A Living Hero                                  |                                  | герой          |

| Год  | Китайское название              | Транскрипция                                                       | Английское название | Русское название                                                | Роли                                 |
| ---- | ------------------------------- | ------------------------------------------------------------------ | --- | --------------------------------------------------------------- | ------------------------------------ |
| 1947 | 怪俠獨眼龍                      | Gwaai haap Duk Ngaan Lung                                          | One-Eye Dragon, the Strange Hero                                                                                         | Странный воитель Одноглазый Дракон                              | «Одноглазый Дракон»                  |
| 1947 | 週身膽鬧廣州                    | Zau san daam naau Gwongzau                                         | The Guangzhou Adventure of the Fearless                                                                                  | Приключения смельчака в Гуанчжоу                                | смельчак Чхоу Суньтам                |
| 1948 | 烽火漁村                        | Fung fo jyu cyun                                                   | Fishing Village in the War                                                                                               | Огонь в рыбацкой деревушке                                      |                                      |
| 1948 | 血染霓裳                        | Hyut jim ngai soeng                                                | Bloody Cloth | Одежды цвета крови                                              |                                      |
| 1949 | 一劍定江山                      | Jat gim ding gong saan                                             | A Sword to Save a Country                                                                                                |                                                                 |                                      |
| 1949 | 長使娥眉淚滿襟                  | Coeng si ngo mei leoi mun kam                                      | A Woman’s Heart is Never Mended                                                                                          |                                                                 | Куань Чикинь                         |
| 1949 | 女鏢師三戲神鞭俠                | Neoi biu si saam hei san bin haap                                  | The Lady Protector and the Knight with the Whip                                                                          | Три встречи леди-стража и странного воина с кнутом              | Воитель с кнутом                     |
| 1950 | 薛仁貴血戰柳家莊                | Sit Jangwai hyut zin Lau Gaa Zong                                  | Sit Yan-Kwai’s Bloody Battle at Lau Village                                                                              | Кровавая схватка Сит Янькуая в деревне Лау                      |                                      |
| 1951 | 銀海春光                        | Ngan hoi ceon gwong                                                | The Silver World of Stardom / The Silver World of Fantasy                                                                |                                                                 | кинозвезда                           |
| 1951 | 五虎斷魂槍                      | Ng Fu dyun wan coeng / Wǔ Hu duàn hún qiāng                        | The Five Heroes' Deadly Spears                                                                                           | Смертельные копья Пяти Тигров                                   | Куон Фэйфу                           |
| 1951 | 百戰神弓                        | Baak zin san gung                                                  | The Brave Archer |                                                                 |                                      |
| 1952 | 虎膽英魂                        | Fu daam jing wan                                                   | Soul of the Tiger | Храбрец с душой тигра                                           | Чиу Тиньпоу                          |
| 1954 | 南海拳王                        | Naamhoi kyun wong                                                  | The Boxer of Nanhai | Наньхайский боец                                                | Мань Тимфу                           |
| 1954 | 碧血染親兄                      | Bik hyut jim can hing                                              | Brother in Bloodshed / My Son in Bloodshed                                                                               | Брат по крови                                                   | Куань Чунмань                        |
| 1955 | 鐵馬騮別傳(大結局)              | Tit Maa Lau bit cyun daai git guk                                  | Story of Iron Monkey (Grand Finale) / Iron Ape 3                                                                         |                                                                 | Чо Сун                               |
| 1956 | 虎將奪王妃                      | Fu zoeng dyut wong fei                                             | The Princess is Kidnapped / Empress and I КО                                                                             | Генерал-герой похищает императорскую наложницу                  | принц И                              |
| 1956 | 女俠響尾追魂鏢                  | Neoi haap hoeng mei zeoi wan biu                                   | Heroine of Deadly Darts                                                                                                  |                                                                 |                                      |
| 1956 | 武松血濺獅子樓                  | Mou Cung hyut zin Si Zi Lau / Wǔ Sōng xiě jiàn Shī Zǐ Lóu          | Mo Chung’s bloody fight on Lion’s Tower / Wu Song’s Bloody Fight on Lion’s Bower                                         | У Сун проливает кровь в Львиной Усадьбе                         | У Сун                                |
| 1956 | 白鶴英雄傳                      | Baak hok jing hung cyun                                            | The White Crane Hero | Герой из клана Белого Журавля                                   |                                      |
| 1956 |                                 | Zo Sung hyut zin tai duk fu / Zuǒ Sōng xiě zhàn tí dū fǔ           | The Life of Zuo Song / Zuo Song’s Bloody Fight at the Governor’s Office                                                  | Кровавая битва Чо Суна в резиденции наместника                  | Чо Сун                               |
| 1956 | 嫦娥奔月                        | Soeng Ngo ban Jyut / Cháng É bēn Yuè                               | Chang E’s Flight to the Moon / Goddess of the moonКО                                                                     | Чанъэ сбегает на Луну                                           | божественный стрелок Хау Нгай        |
| 1956 | 關公月下釋貂蟬                  | Gwaan gung jyut haa sik Diu Sin                                    | General Kwan Seduced by Diaochan Under Moonlight / Kwan-Ti, God of WarКО                                                 | Дяочань пытается соблазнить генерала Гуаня под луной            | генерал Гуань Юй                     |
| 1957 | 哪宅鬧東海                      | Naa Zaa naau Dung Hoi                                              | Nazha’s adventures in the East Sea                                                                                       | Нэчжа баламутит Восточное Море                                  | Ли Цзин (отец Нэчжа)                 |
| 1957 | 風火鬼頭刀                      | Fung fo gwai tau dou                                               | Devil’s Sword / Mighty knight and the devil’s blade                                                                      |                                                                 | Ку Ичён                              |
| 1957 | 南海拳王夜盜梅花馬              | Naamhoi kyun wong je dou mui faa maa                               | How the Boxer from Nanhai Stole the Dappled Horse at Night                                                               | Наньхайский боец и ночное похищение пятнистой лошади            | Мань Тимфу                           |
| 1957 | 楚漢爭                          | Co Hon caang / Chǔ Hàn zhēng                                       | The War between Chu and Han / Tale of Two KingdomsКО                                                                     | Война между Чу и Хань                                           | Хон Ю                                |
| 1957 | 橫霸七省勝字旗                  | Waang baa cat saang sing zi kei                                    | The Flag Which Conquered 7 Provinces                                                                                     |                                                                 |                                      |
| 1957 | 拳頭世界                        | Kyun tau sai gaai                                                  | World of Fist |                                                                 |                                      |
| 1957 | 魚腸劍                          | Jyu coeng gim                                                      | Knife in Fish-gut / The hidden daggerКО                                                                                  | Нож в рыбе                                                      | Чюнь Чю                              |
| 1957 | 黃飛虎反五關                    | Wong Feifu faan ng gwaan                                           | Huang Feihu’s RebellionКО                                                                                                | Восстание Хуан Фэйху                                            | Хуан Фэйху                           |
| 1957 | 哪吒大鬧天宮                    | Naazaa daai naau tin gung                                          | Ne Zha’s Adventures in the Heavenly PalaceКО                                                                             | Побоище Нэчжа в Небесном Дворце                                 | Ли Цзин                              |
| 1957 | 十五貫                          | Sap ng gun                                                         | Fifteen Strings of Coins / Acquittal КО                                                                                  | 15 связок монет / Оправдание                                    | судья Гон Чун                        |
| 1957 | 關公千里送嫂                    | Gwaan gung cin lei sung sou                                        | General Kwan escorts his sisters-in-law on a thousand mile journeyКО                                                     | Генерал Гуань сопровождает своих невесток в дороге на тысячу ли | генерал Гуань Юй                     |
| 1958 | 黃飛虎反五關(續集)              | Wong Fei1fu faan ng gwaan zuk zaap                                 | Huang Feihu’s Rebellion (2nd seq.) КО                                                                                    | Восстание Хуан Фэйху: Продолжение                               | Хуан Фэйху                           |
| 1958 | 萬世流芳張玉喬                  | Maan sai lau fong zoeng juk kiu                                    | Lest We ForgetКО |                                                                 | Чань Чичон                           |
| 1958 | 樊梨花金光陣產子 / 醜鬼楊藩投胎 | Faan Leifaa gam gwong zan caan zi / Cau gwai Joeng Faan tau toi    | Fan Lei-fa delivers a son in the Golden-Light Formation / The unsightly Yeung Fan reincarnatesКО                         |                                                                 | Ён Фань                              |
| 1958 | 薛刖打爛太廟 / 偷祭鐵坵墳       | Sit jyut daa laan taai miu / Tau zai tit jau fan                   | How Xue Gang Smashed the Temple / Adventure of Sit KongКО                                                                |                                                                 | Сит Кон                              |
| 1958 | 十萬童屍                        | Sap maan tung si                                                   | Massacre of the InnocentsКО                                                                                              | Избиение младенцев                                              | Гунсунь Чуцзю                        |
| 1958 | 飛行太子                        | Fei hang taai zi                                                   | The Flying Prince | Летучий принц                                                   | принц Кимчхин                        |
| 1959 | 三盜九龍杯                      | Saam dou Gau Lung bui                                              | Three attempts to steal the Goblet of Nine Dragons / Jade Cup                                                            | Три похищения Кубка Девяти Драконов                             | Ма Юклун                             |
| 1959 | 火葬爛頭何 / 爛頭何血戰三玄觀   | Fo zong laan tau Ho / Laan tau Ho hyut zin saam jyun gun           | The Rascal He on Fire / Cremation of Rotten Head Ho / Fire Attack on Dirty Ho / Broken Head Ho                           |                                                                 | «Грязный Хо»                         |
| 1959 | 大破銅網陣                      | Daai po Tung Mong zan                                              | Shattering the Copper Net ArrayКО                                                                                        |                                                                 | «Чёрный Лис» Чжи Хуа (Чи Фа)         |
| 1959 | 七俠五義夜探沖宵樓              | Cat haap ng ji je taam cung siu lau                                | Seven Heroes Spy on Chongxiao Bower / Tower of Traps, Part 2КО                                                           |                                                                 | «Чёрный Лис» Чжи Хуа (Чи Фа)         |
| 1959 | 猩猩王大鬧天宮                  | sing sing wong daai naau tin gung                                  | King Kong’s Adventures in the Heavely Palace                                                                             | Царь Обезьян устраивает побоище в Небесном Дворце               | чиновник Чён Чункай                  |
| 1959 | 聞天香三戲聞太師                | Man Tinhoeng saam hei Man taaisi / Wén Tiānxiāng sān xì Wén tàishī | How Man Tin-heung thrice tricked grand tutor Man / How Wen Tianxiang Thrice Tricked Grand Sire Wen / Tiger Fighter IIIКО | Вэнь Тяньсян трижды одурачивает министра Вэня                   | Хуан Фэйху                           |
| 1959 | 白娘娘借屍還魂                  | Baak noeng noeng ze si waan wan                                    | White Lady’s Reincarnation / Madam White Snake’s Reincarnation                                                           | Явление Белой Дамы                                              | Ли Цзин                              |
| 1960 | 哪吒蛇山救母 / 哪吒救母         | Naa Zaa Se saan gau mou / Naa Zaa gau mou                          | How Na Zha Rescued His Mother from the Snake MountainКО                                                                  | букв. Нэчжа спасает мать (из Змеиной Горы)                      | Ли Цзин                              |
| 1960 | 怪俠赤屠龍                      | Gwaai haap Cek Tou Lung                                            | The Strange Hero Conquered the Dragon / The Fiery Dragon                                                                 | Удивительный воин Чхек Тхоу Лун                                 | «Красный Дракон» Чхек Тхоу Лун       |
| 1960 | 天山雙狐鬥屠龍                  | Tin Saan soeng wu dau Tou Lung                                     | Two heroines conquered the red dragon at Tian Shan                                                                       | Две сиротки побеждают Красного Дракона в Небесных Горах         | «Красный Дракон» Чхек Тхоу Лун       |
| 1960 | 屠龍女三鬥粉金剛                | Tou Lung Neoi saam dau Fan Gamgong                                 | Tao Lung Fighting against Fin Kum Kong                                                                                   | Дочь Дракона сражается с Фань Камкон                            | «Красный Дракон» Чхек Тхоу Лун       |
| 1961 | 神拳鐵扇子                      | San kyun Tit Sin Zi                                                | The Invincible Iron Fan                                                                                                  | букв. Мистическое искусство Железного Веера                     | «Железный Веер»                      |
| 1961 | 青龍鎮殲霸戰                    | Сing lung zan cim baa zin                                          | Killing of the Villains                                                                                                  |                                                                 | «Железный Веер»                      |
| 1968 | 神鞭俠                          | San bin haap                                                       | The Magic Whip / Dr. Whip / The mystical whip-wielding hero ПБС                                                          | букв. Мистический воин с кнутом                                 | врач Чай Тиньсам                     |
| 1970 | 神探一號                        | San taam jat hou                                                   | Secret Agent No. 1 | Супер-сыщик № 1                                                 |                                      |
| 1986 | 最佳拍檔之千里救差婆            | Zeoi gaai paak dong zi cin lei gau caa po                          | Mad Mission 4: You Never Die Twice / Aces go Places 4                                                                    | Сумасшедшая миссия 4                                            | тренер полицейской хоккейной команды |
| 1986 | 烏龍大家庭                      | Wu lung daai gaa ting                                              | The Family Strikes Back                                                                                                  |                                                                 |                                      |
| 1994 | 大富之家                        | Daai fu zi gaa                                                     | It’s a Wonderful Life | Дом — полная чаша                                               | дедушка Там                          |